# Aeroportul Internațional Sir Seretse Khama
Aeroportul Internațional Sir Seretse Khama (IATA: GBE, ICAO: FBSK) este un aeroport din Gaborone, Districtul South-East, Botswana, Botswana ce deservește zona Gaborone. Aeroportul a fost tranzitat în 2022 de 117.227 de pasageri. A fost deschis în 1984 și numit după Seretse Khama⁠(d).
Situat la o altitudine de 1.006 m, aeroportul dispune de 1 pistă.

## Infrastructură

### Piste
Eroare Lua în Modul:Runway la linia 26: attempt to concatenate local 'surface' (a nil value)